# Bahía Repulse (Hong Kong)

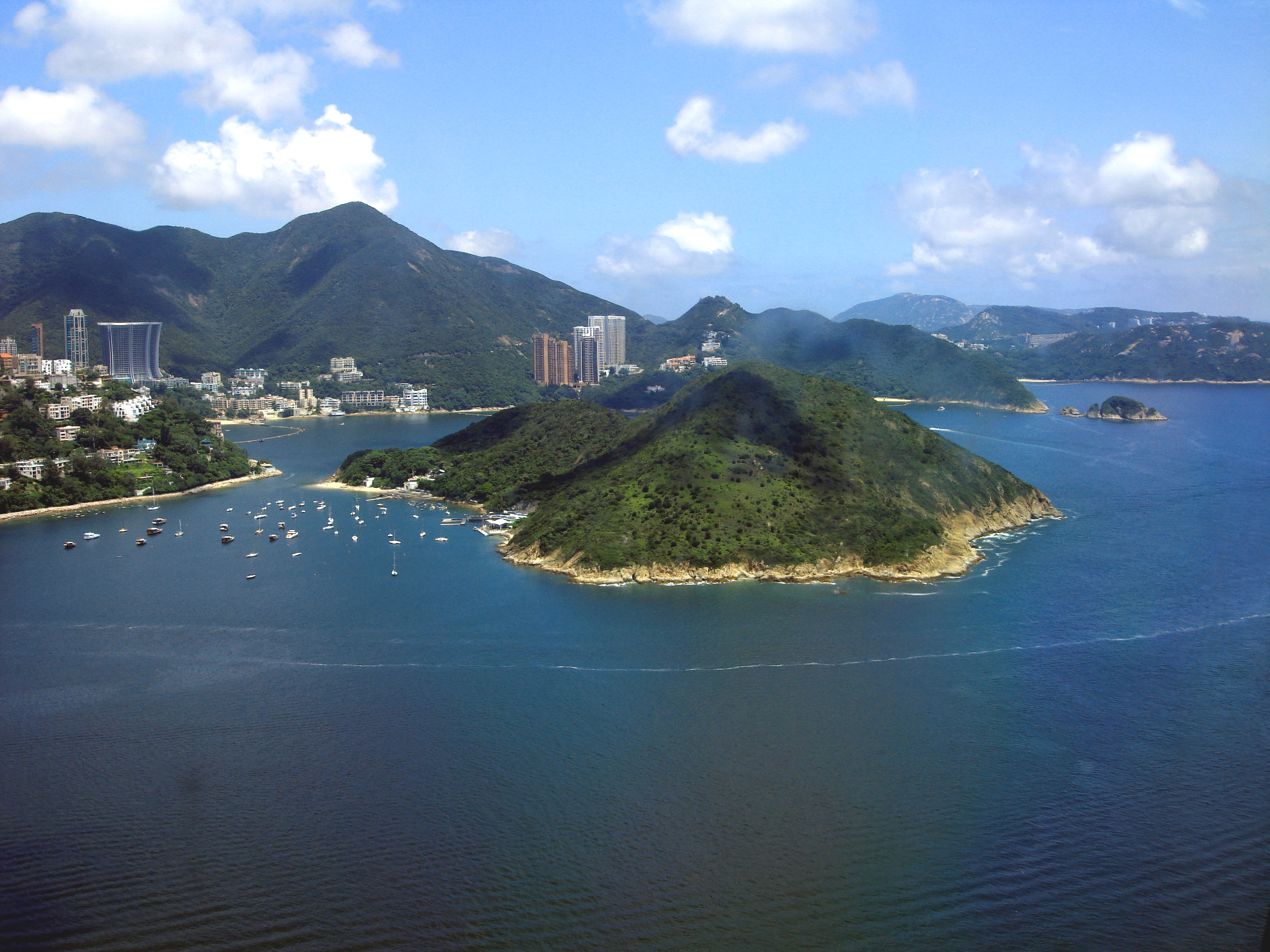
Vista de la Isla del Medio y la Isla de Hong Kong (izquierda) entre Deep Water Bay y la bahía Repulse (al fondo a la izquierda) desde el teleférico de Ocean Park.

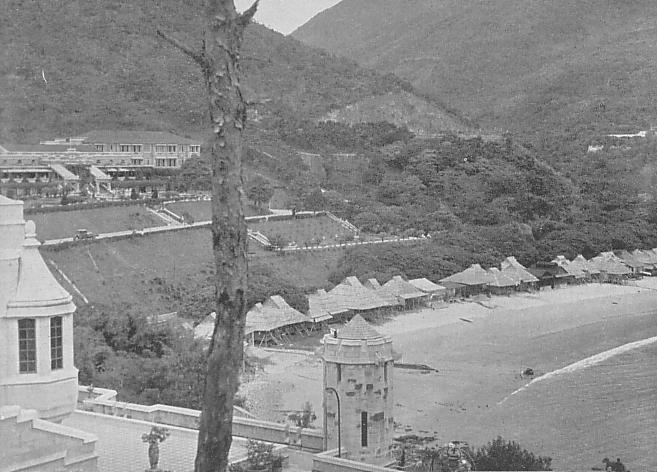
Repulse Bay en la década de 1930, con el Repulse Bay Hotel al fondo.

La Bahía Repulse (en inglés: Repulse Bay; en chino mandarin: 淺水灣) es una bahía situada en la parte sur de la Isla de Hong Kong, en el Distrito Sur de Hong Kong (China). El nombre también se usa para designar el barrio que la rodea, que es una de las zonas residenciales más caras del mundo.

## Geografía
La Bahía Repulse se encuentra en la parte sur de la Isla de Hong Kong, al este de la Deep Water Bay y al oeste de la Bahía del Medio y la Bahía del Sur. La Isla del Medio se encuentra frente a la Isla de Hong Kong, entre Repulse Bay y Deep Water Bay.

## Historia

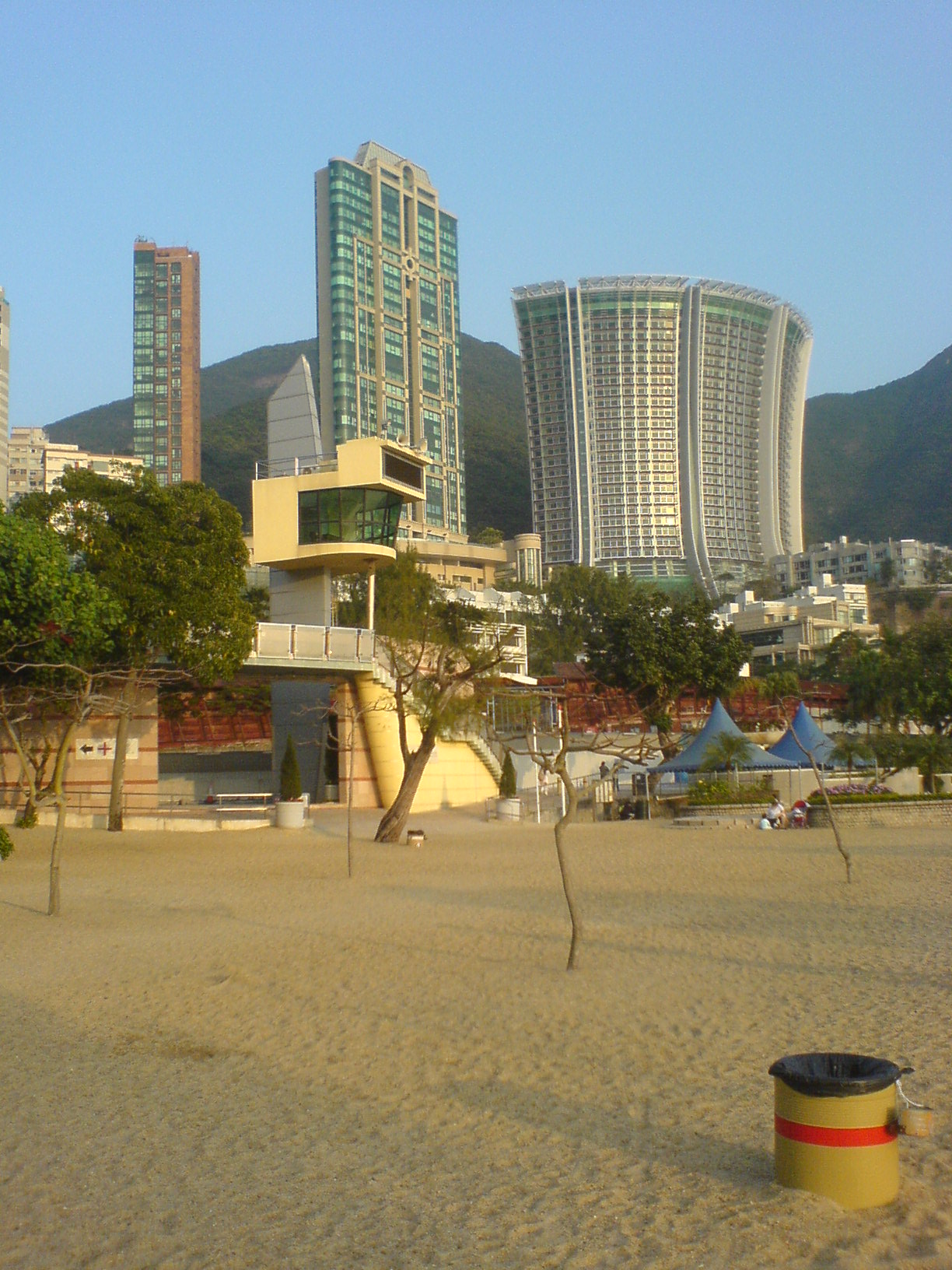
La playa de Bahía Repulse. El edificio curvo al fondo es The Lily.

Los orígenes del nombre inglés de la bahía son muy inciertos. Hay, sin embargo, varias teorías, ninguna de las cuales descansa sobre una evidencia sólida que se haya establecido hasta la fecha. Un ejemplo es que en 1841 la bahía fue usada como base por piratas y causó serias preocupaciones a los buques mercantes extranjeros que comerciaban con China. Posteriormente, los piratas fueron expulsados (en inglés: repulsed) por la Marina Real británica, y de ahí el nombre, pero no hay ninguna evidencia de este origen en los extensos cuadernos de bitácora navales británicos de la época. Otra teoría sostiene que la bahía recibió su nombre por el HMS Repulse, pero ningún HMS Repulse ha visitado Hong Kong y el Repulse de 1868 solo sirvió en la costa oeste de América (entre 1872 y 1877) y posteriormente en aguas británicas. Es sabido que el nombre apareció en el primer mapa oficial británico de Hong Kong del mayor general Thomas Bernard Collinson de 1845. Sin embargo, los mapas del Almirantazgo británico no usaron el nombre Repulse Bay hasta el siglo xx, sino el nombre erróneo dado por el comandante Edward Belcher en su mapa de 1841, Chonghom Bay.
En 1898 abrió sus puertas el Club de Golf de Hong Kong en el valle situado detrás de la bahía Deep Water y se convirtió en un centro de actividad social. Se construyeron carreteras entre las partes sur y norte de la Isla de Hong Kong y en la década de 1910 Repulse Bay se transformó en una playa. El Repulse Bay Hotel fue construido por la familia Kadoorie en 1920. Para atraer a los bañistas, se creó una ruta de autobús desde Central hasta Repulse Bay, que actualmente es una de las rutas de autobús más antiguas de Hong Kong. El escritor Ernest Hemingway y el actor americano Marlon Brando se alojaron en el Repulse Bay Hotel.
Durante la Batalla de Hong Kong en la Segunda Guerra Mundial, la bahía Repulse fue un importante lugar estratégico. El Repulse Bay Hotel fue usado por los japoneses como hospital militar durante la guerra.
La playa fue ampliada artificialmente, y por eso la arena más cercana a la costa tiene una textura más gruesa que la situada más lejos. Con una longitud de 292 metros, es una de las playas más largas de Hong Kong.
Los actores americanos William Holden y Jennifer Jones se alojaron en el Hotel Repulse Bay en 1955 cuando actuaron allí en la película Love Is a Many-Splendored Thing.
Hasta principios de la década de 1960, los edificios residenciales estaban restringidos. Put-Paw Chiu y su hermano Put-Wai Chiu construyeron tres bloques de apartamentos de seis plantas en la montaña con vistas de Repulse Bay. Estos eran apartamentos de lujo con dependencias para el servicio. Los bloques A y B tienen solo dos apartamentos por planta, mientras que los apartamentos del bloque C son más pequeños. Durante mucho tiempo, fueron los únicos apartamentos permitidos en la montaña.

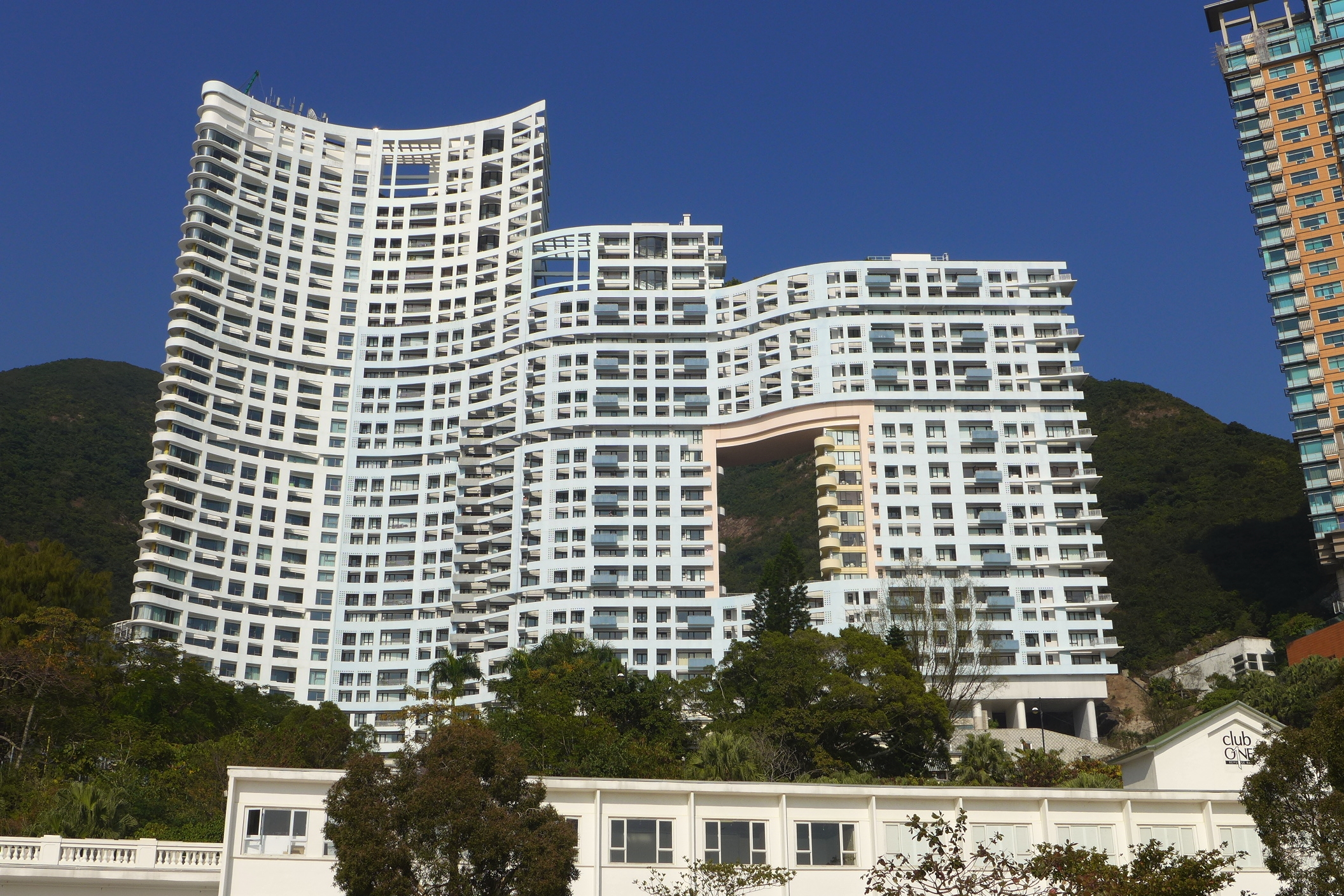
El «edificio con un agujero», The Repulse Bay, que albergaba el antiguo Repulse Bay Hotel.

Ocupando todo el monte occidental, sobre la playa, había un gran castillo con piscina, invernadero y pistas de tenis llamado Eucliffe, uno de los tres castillos que poseía el millonario Eu Tong Sen. El Eucliffe fue demolido para permitir la construcción de una hilera de edificios de apartamentos.

## En la actualidad
La bahía Repulse es una de las zonas residenciales más caras de Hong Kong. El director ejecutivo de Tencent, Ma Huateng, compró en 2014 una casa en esta zona por 57 millones de dólares estadounidenses. En 2018 dos casas gemelas fueron vendidas por 1000 millones de dólares de Hong Kong (HK$) (127 millones de dólares estadounidenses) o 970 000 HK$ (124 000 dólares estadounidenses) por metro cuadrado. En 2018, Li Ka-Shing, el hombre más rico de Hong Kong, vivía cerca de Repulse Bay.
El antiguo Repulse Bay Hotel fue demolido en dos fases en las décadas de 1970 y 1980. Posteriormente se construyó un centro comercial en parte de la antigua ubicación del hotel, que imita la arquitectura colonial perdida.
Emperor International Holdings Limited compró el centro comercial Lido Mall en Repulse Bay y lo renombró The Pulse, pero debido a su ampliación a cinco plantas y 13 300 m2, estaba en negociaciones con el gobierno sobre la prima del terreno. El 15 de mayo de 2012, Emperor anunció que había llegado a un acuerdo con el gobierno sobre la prima del terreno en 798 millones HK$. Emperor puso The Pulse en alquiler tras recibir el permiso de ocupación. Este centro comercial fue inaugurado en 2016 y alquilado a tasas entre 540 y 650 HK$ por metro cuadrado.

## Transporte

### Carretera
La bahía Repulse está servida por la Repulse Bay Road, que conecta Wong Nai Chung Gap Road con Tai Tam Road. Es muy cómodo viajar a Repulse Bay dado que hay muchas rutas de autobús que conducen a la bahía. Los visitantes pueden tomar los buses número 6, 6A, 6X, 66 y 260 desde Central, 63 y 65 desde Causeway Bay y North Point, o 73 desde Cyberport y Aberdeen. Los minibuses 40 y 52 también están disponibles para los visitantes procedentes de Causeway Bay y Aberdeen, respectivamente. Estas rutas pasan por el túnel de Aberdeen o recorren la ruta escénica, ligeramente más larga.

### Metro
No hay ninguna estación ni proyecto del Metro de Hong Kong en Repulse Bay.